# Чентинарола (Пезаро и Урбино)
Чентинарола (итал. Centinarola) је насеље у Италији у округу Пезаро и Урбино, региону Марке.
Према процени из 2011. у насељу је живело 2001 становника. Насеље се налази на надморској висини од 23 м.